# MRAP (ген)
MRAP (англ. Melanocortin 2 receptor accessory protein) – білок, який кодується однойменним геном, розташованим у людей на довгому плечі 21-ї хромосоми. Довжина поліпептидного ланцюга білка становить 172 амінокислот, а молекулярна маса — 19 136.
| 10         |  | 20         |  | 30         |  | 40         |  | 50         |
| ---------- |  | ---------- |  | ---------- |  | ---------- |  | ---------- |
| MANGTNASAP |  | YYSYEYYLDY |  | LDLIPVDEKK |  | LKAHKHSIVI |  | AFWVSLAAFV |
| VLLFLILLYM |  | SWSASPQMRN |  | SPKHHQTCPW |  | SHGLNLHLCI |  | QKCLPCHREP |
| LATSQAQASS |  | VEPGSRTGPD |  | QPLRQESSST |  | LPLGGFQTHP |  | TLLWELTLNG |
| GPLVRSKPSE |  | PPPGDRTSQL |  | QS         |  |            |  |            |

A: Аланін

C: Цистеїн

D: Аспарагінова кислота

E: Глутамінова кислота

F: Фенілаланін

G: Гліцин

H: Гістидин

I: Ізолейцин

K: Лізин

L: Лейцин

M: Метіонін

N: Аспарагін

P: Пролін

Q: Глутамін

R: Аргінін

S: Серин

T: Треонін

V: Валін

W: Триптофан

Задіяний у такому біологічному процесі, як альтернативний сплайсинг. 
Локалізований у клітинній мембрані, мембрані, ендоплазматичному ретикулумі.